# 杨维刚
杨维刚（1960年3月—），男，汉族，湖南平江人，中华人民共和国政治人物，曾任中国民主同盟中央委员会常务委员、湖南省委主委，湖南省政协副主席，湖南省人大常委会副主任，第十一届、十二届、十三届全国政协常务委员。

## 生平
2008年，当选第十一届全国政协常务委员，代表中国民主同盟，分入第六组。2018年1月，当选第十三届全国政协委员。